# Carolina Meligeni Alves
Dit is een Portugese naam; Meligeni Rodrigues is de moedernaam en Alves is de vadernaam.
Carolina Meligeni Rodrigues Alves (São Paulo, 23 april 1996) is een tennisspeelster uit Brazilië. Zij begon op vijfjarige leeftijd met het spelen van tennis.

## Loopbaan
In 2013 won Alves in Curitiba (Brazilië) haar eerste ITF-toernooi in het dubbelspel, samen met Leticia Garcia Vidal. In 2016 won zij haar eerste titel in het enkelspel, op het ITF-toernooi van Hammamet (Tunesië).
In november 2021 bereikte Alves voor het eerst een WTA-finale, op het dubbelspeltoernooi van Montevideo, samen met de Spaanse Marina Bassols Ribera – zij verloren van het koppel Irina Maria Bara en Ekaterine Gorgodze. Daarmee kwam zij binnen op de top 150 van de wereldranglijst in het dubbelspel.
Sinds 2017 speelt Alves voor Brazilie op de Fed Cup (later: Billie Jean King Cup) – tot en met 2022 behaalde zij daar een winst/verlies-balans van 10–3.

## Posities op deWTA-ranglijst
Positie per einde seizoen:
| jaar | rang enkelspel | rang dubbelspel |
| ---- | -------------- | --------------- |
| 2012 | 1158           | –               |
| 2013 | –              | 1078            |
| 2014 | 628            | 515             |
| 2015 | 582            | 588             |
| 2016 | 665            | 344             |
| 2017 | 431            | 486             |
| 2018 | 359            | 333             |
| 2019 | 407            | 220             |
| 2020 | 405            | 224             |
| 2021 | 258            | 162             |

## Palmares
| Legenda                 |
| ----------------------- |
| Grandslamtoernooi       |
| Olympische Spelen       |
| Year-End Championships  |
| Premier Mandatory       |
| Premier Five / WTA 1000 |
| Premier / WTA 500       |
| International / WTA 250 |
| Challenger / WTA 125    |

### WTA-finaleplaatsen enkelspel
geen

### WTA-finaleplaatsen vrouwendubbelspel
| nr.              | finale     | toernooi       | ondergrond | partner               | tegenstandsters                     | score    |         |
| ---------------- | ---------- | -------------- | ---------- | --------------------- | ----------------------------------- | -------- | ------- |
| gewonnen finales |            |                |            |                       |                                     |          |         |
| geen             |            |                |            |                       |                                     |          |         |
| verloren finales |            |                |            |                       |                                     |          |         |
| 1.               | 2021-11-21 | WTA Montevideo | gravel     | Marina Bassols Ribera | Irina Maria Bara Ekaterine Gorgodze | 4-6, 3-6 | details |

## Persoonlijk
Carolina Alves is de zus van tennisser Felipe Meligeni Alves.